# Осово (Ґостинський повіт)
Осово (пол. Osowo, нім. Ossowo) — село в Польщі, у гміні Ґостинь Гостинського повіту Великопольського воєводства.
Населення — 256 осіб (2011).
У 1975-1998 роках село належало до Лешненського воєводства.

## Демографія
Демографічна структура станом на 31 березня 2011 року:
|          | Загалом | Допрацездатний вік | Працездатний вік | Постпрацездатний вік |
| -------- | ------- | ------------------ | ---------------- | -------------------- |
| Чоловіки | 138     | 35                 | 94               | 9                    |
| Жінки    | 118     | 24                 | 78               | 16                   |
| Разом    | 256     | 59                 | 172              | 25                   |